# Lost Planet Airmen
Pour plus de détails, voir Fiche technique et Distribution.
Lost Planet Airmen est un film américain réalisé par Fred C. Brannon et sorti en 1951.
C'est une version fortement remaniée de la série en 12 épisodes diffusée en 1949 sous le titre King of the Rocket Men.
Le titre du film a inspiré le nom du groupe de rock américain Commander Cody and His Lost Planet Airmen.

## Fiche technique
- Réalisation : Fred C. Brannon
- Scénario : Royal K. Cole, William Lively
- Musique : R. Dale Butts
- Photographie : Ellis W. Carter
- Montage : Cliff Bell Sr., Sam Starr
- Société de production : Republic Pictures
- Pays de production :  États-Unis
- Format : Noir et blanc - Son mono
- Durée : 65 minutes
- Date de sortie : 
  - États-Unis : 25 juillet 1951

## Distribution
- Tristram Coffin : Jeffrey King
- Mae Clarke : Glenda Thomas
- Don Haggerty : Tony Dirken
- House Peters Jr. : Burt Winslow
- James Craven : Prof. Millard
- I. Stanford Jolley : Prof. Bryant
- Ted Adams : Martin Conway
- Stanley Price : Gunther von Strum